# Xianyuechelys
Xianyuechelys — викопний рід прихованошийних черепах вимерлої родини Nanhsiungchelyidae. Рід існував наприкінці крейдового періоду (70 млн років тому). Виділяються один вид Xianyuechelys yingliangi. Описаний 2024 року. Скам'янілі рештки черепахи знайдено у відкладеннях формації Лянхе на півдні Китаю.

## Опис
Xianyuechelys yingliangi віднесено до Nanhsiungchelyidae на основі його панцира, покритого скульптурою з великих ям. Однак вид також має унікальну комбінацію характеристик серед nanhsiungchelyid, таких як широкий, серповидний потиличний відділ, відсутність пари передньобокових відростків, а також четвертий і п'ятий щитки хребців, які контактують у точці. Голотип є ювенільним або недорослим на основі неповного окостеніння панцира, але його морфологічні характеристики здебільшого можна вважати таксономічно інформативними, а не онтогенетичними за походженням.

## Філогенетика
Філогенетичний аналіз показує, що Xianyuechelys yingliangi утворює монофілетичну групу з Nanhsiungchelys spp. і Anomalochelys angulata, що підтримується двома однозначними синапоморфіями: широкими щитками хребців і широкими нервами. Філогенетичний аналіз також показує, що Basilemys, Jiangxichelys і Zangerlia утворюють монофілетичну групу.